# Gordie McLeod
Gordon Livingstone McLeod, detto Gordie (Wollongong, 7 novembre 1956), è un ex cestista e allenatore di pallacanestro australiano.

## Carriera
Con l'Australia ha disputato i Campionati mondiali del 1978 e i Giochi olimpici di Mosca 1980.